# Gorno Izworowo
Gorno Izworowo (bułg. Горно Изворово) – wieś w południowo-środkowej Bułgarii, w obwodzie Stara Zagora, w gminie Kazanłyk. Według danych Narodowego Instytutu Statystycznego, 31 grudnia 2011 roku wieś liczyła 217 mieszkańców.
Sobór odbywa się corocznie 26 października.